# Trolejbusy w Satu Mare
Trolejbusy w Satu Mare − zlikwidowany system komunikacji trolejbusowej w rumuńskim mieście Satu Mare.
Trolejbusy w Satu Mare uruchomiono 15 listopada 1994. W ostatnim czasie sieć liczyła 9 km długości i była obsługiwana przez dwie linie trolejbusowe. Trolejbusy zlikwidowano w 2005.

## Tabor
Do obsługi sieci eksploatowano trolejbusy typu:
- ROCAR E212
- ROCAR E217